# Анда, Родольфо де
Родольфо де Анда (исп. Enrique Rodolfo Anda Serrano, conocido com el nombre de Rodolfo de Anda) (6 июля 1943, Мехико, Мексика — 1 февраля 2010, там же) — мексиканский актёр, продюсер, режиссёр и сценарист, внёсший огромный вклад в развитие мексиканского кинематографа — 127 работ в кино и телесериалах в разных жанровых направлениях. Имел рост — 187 см.

## Биография
Родился 6 июля 1943 года в Мехико в семье писателя, продюсера и режиссёра Рауля де Анда Гутьерреса. В мексиканском кинематографе дебютировал в 1955 году и с тех пор принял участие в разных жанровых направлениях: 117 работ в качестве актёра, 12 работ в качестве режиссёра, 10 работ в качестве продюсера и 8 работ в качестве сценариста. Деятельность деятеля мексиканского кинематографа была связана с кинематографом на протяжении 52 лет. Последней работой с участием актёра является мексиканский телесериал Пантера, где он исполнил роль Сантоса, будучи уже тяжелобольным.
Скончался 1 февраля 2010 года в Мехико (по другим данным — в Агуаскальентесе) от сахарного диабета, который спровоцировал тромбоз сосудов головного мозга, артериальную гипертензию и инфаркт миокарда.

## Личная жизнь
Родольфо де Анда был трижды женат:
- Первой супругой актёра являлась актриса Патрисия Конде (1945; брак с 1964 по 1978). В этом браке родилось двое детей — Патрисия и Родольфо де Анда-младший. Последний стал актёром.
- Второй супругой актёра являлась актриса Мариагна Пратс (1958; брак с 1978 по 1988). В этом браке родился сын Кристиан.
- Третьей супругой актёра являлась Клаудия Элиса Моран (1957; брак с 1992 по 2001). В этом браке родилась дочь Отилия.

## Фильмография

#### Избранные телесериалы
- 1998 — «Три жизни Софии» — Ренато.